# TPC Boston
De TPC Boston is een golfclub in de Verenigde Staten, dat tevens deel uitmaakt van de Tournament Players Club. De club werd opgericht in 2002 en bevindt zich in Norton, Massachusetts. De club beschikt over een 18-holes golfbaan en werd ontworpen door de golfbaanarchitect Arnold Palmer. In 2007 werd de baan opnieuw ontworpen door Gil Hanse.

## Golftoernooien
Sinds 2003 wordt de golfbaan gebruikt voor het Deutsche Bank Championship, een van de laatste golftoernooien van het golfseizoen van de Amerikaanse PGA Tour die deel uitmaakt van de play-offs van de FedEx Cup.
Voor het golftoernooi is de lengte van de baan voor de heren is 6621 m met een par van 72. De course rating is 77,0 en de slope rating is 152.
- Deutsche Bank Championship: 2003-heden